# Premi BAFTA 1981
I premi della 34ª edizione dei British Academy Film Awards furono conferiti il 22 marzo 1981 dalla British Academy of Film and Television Arts alle migliori produzioni cinematografiche del 1980.

## Vincitori e candidati

### Miglior film
- The Elephant Man, regia di David Lynch
- Kagemusha - L'ombra del guerriero (Kagemusha), regia di Akira Kurosawa
- Kramer contro Kramer (Kramer vs. Kramer), regia di Robert Benton
- Oltre il giardino (Being There), regia di Hal Ashby

### Miglior regista
- Akira Kurosawa – Kagemusha - L'ombra del guerriero (Kagemusha)
- Robert Benton – Kramer contro Kramer (Kramer vs. Kramer)
- David Lynch  – The Elephant Man
- Alan Parker – Saranno famosi (Fame)

### Miglior attore protagonista
- John Hurt – The Elephant Man
- Dustin Hoffman – Kramer contro Kramer (Kramer vs. Kramer)
- Roy Scheider – All That Jazz - Lo spettacolo comincia (All That Jazz)
- Peter Sellers – Oltre il giardino (Being There)

### Migliore attrice protagonista
- Judy Davis – La mia brillante carriera (My Brilliant Career)
- Shirley MacLaine – Oltre il giardino (Being There)
- Bette Midler – The Rose
- Meryl Streep – Kramer contro Kramer (Kramer vs. Kramer)

### Migliore attore o attrice debuttante
- Judy Davis – La mia brillante carriera (My Brilliant Career)
- Sônia Braga – Donna Flor e i suoi due mariti (Dona Flor e seus dois marido)
- John Gordon Sinclair – Gregory's Girl
- Debra Winger – Urban Cowboy

### Migliore sceneggiatura
- Jerzy Kosinski – Oltre il giardino (Being There)
- Jim Abrahams, David Zucker, Jerry Zucker – L'aereo più pazzo del mondo (Airplane!)
- Robert Benton – Kramer contro Kramer (Kramer vs. Kramer)
- Christopher De Vore, Eric Bergren, David Lynch  – The Elephant Man

### Migliore fotografia
- Giuseppe Rotunno – All That Jazz - Lo spettacolo comincia (All That Jazz)
- Caleb Deschanel – Black Stallion (The Black Stallion)
- Freddie Francis – The Elephant Man
- Takao Saitō, Shōji Ueda – Kagemusha - L'ombra del guerriero (Kagemusha)

### Migliore scenografia
- Stuart Craig – The Elephant Man
- Danilo Donati – Flash Gordon
- Norman Reynolds – L'Impero colpisce ancora (The Empire Strikes Back / Star Wars: Episode V - The Empire Strikes Back)
- Philip Rosenberg – All That Jazz - Lo spettacolo comincia (All That Jazz)

### Migliori musiche originali
- John Williams – L'Impero colpisce ancora (The Empire Strikes Back / Star Wars: Episode V - The Empire Strikes Back)
- Howard Blake, John Deacon, Brian May, Freddie Mercury, Roger Taylor – Flash Gordon
- Michael Gore – Saranno famosi (Fame)
- Hazel O'Connor – Breaking Glass

### Miglior montaggio
- Alan Heim – All That Jazz - Lo spettacolo comincia (All That Jazz)
- Anne V. Coates – The Elephant Man
- Gerald B. Greenberg – Kramer contro Kramer (Kramer vs. Kramer)
- Gerry Hambling – Saranno famosi (Fame)

### Migliori costumi
- Seiichiro Momosawa – Kagemusha - L'ombra del guerriero (Kagemusha)
- Danilo Donati – Flash Gordon
- Frantz Salieri – Don Giovanni
- Albert Wolsky – All That Jazz - Lo spettacolo comincia (All That Jazz)

### Miglior sonoro
- Christopher Newman, Les Wiggins, Michael J. Kohut – Saranno famosi (Fame)
- Maurice Schell, Christopher Newman, Dick Vorisek – All That Jazz - Lo spettacolo comincia (All That Jazz)
- Jean-Louis Ducarme, Jacques Maumont, Michelle Nenny – Don Giovanni
- Peter Sutton, Ben Burtt, Bill Varney – L'Impero colpisce ancora (The Empire Strikes Back / Star Wars: Episode V - The Empire Strikes Back)
- James E. Webb, Chris McLaughlin, Kay Rose, Theodore Soderberg – The Rose

### Miglior cortometraggio
- Sredni Vashtar, regia di Andrew Birkin
- Box On, regia di Lindsey Clennell
- The Dollar Bottom, regia di Roger Christian